# Gerhard Peter Brammer
Gerhard Peter Brammer (5. maj 1801 – 12. januar 1884) var biskop over først Lolland-Falsters Stift og siden over Århus Stift. Han mistede sin far allerede 1801. Moderen giftede sig hurtigt igen, og familien rejste til Stavanger. I 1805 døde også stedfaderen. Derefter rejste mor og søn til Hillerød, hvor Brammer voksede op hos sin morfar, der var præst ved Frederiksborg Slotskirke. Siden gik han Hillerøds latinskole og begyndte i 1818 at studere teologi i København.

## Karriere
- 1822 cand. theol.
- Derefter lærer ved det von Westenske Institut hvor han bl.a. underviste Hans Lassen Martensen, J.H. Paulli og Peter Faber.
- 1826 blev Brammer ordineret kateket og førstelærer ved Borgerskolen i Nakskov.
- 1829 licentiat
- 1830 blev han kaldet til forstander for Skolelærerseminariet i Snedsted og til sognepræst for Snedsted og Nørhaa.
- 1836 dr. theol.
- 1842 kaldet til sognepræst for Vemmelev og Hemmershøj, men inden han havde tiltrådt dette embede, blev han
- 1843 biskop over Lolland-Falsters Stift
- 1845 biskop over Århus Stift
- 1853 Medlem af den Kirkekommission, der skulle overveje af kirkelige forhold
- 1852 kommandør af Dannebrog
- 1878 Dannebrogsordenens storkors

## Virke
Det er i dag svært at forstå, hvordan spidsfindige teologiske stridigheder kunne optage den borgerlige og specielt den akademiske verden gennem mange år med udsendelsen af adskillige polemiske skrifter for eller imod en bestemt holdning eller gruppering. Men kirken eller præsterne havde i 1800-tallet meget større indflydelse i samfundet. En stor del af den akademiske verdens mænd var teologisk uddannet, selv om de tit beskæftigede sig med ganske andre ting i deres arbejdsliv.
Brammer var i sin ungdom en stærk tilhænger af Grundtvig, men i løbet af få år skiftede han standpunkt og blev tættere forbundet med Grundtvigs modstander, Jacob Peter Mynster. Brammer viste sig efterhånden at være en traditionens mand, en konservativ natur, der f.eks. kæmpede mod valgmenigheder og for præstens fortrinsret til at fortolke den kristne lære. Men omvendt talte han på baggrund af sine erfaringer som seminarieforstander og tilsynsførende for skolerne i sit stift for at uddanne kvinder som undervisere for de mindste børn.
I en prædiken fra tiden som sognepræst i Snedsted-Nørå, trykt 1841, udtalte han til gengæld, at selv om øvrigheden udstedte ukloge og ukristelige befalinger, måtte man rette sig efter dem. Modsat gjorde han sig i sit skrift, ”Indlæg i Kirkeforfatningssagen», til talsmand for oprettelsen af menighedsråd i stedet for at bygge styringen af kirken ovenfra gennem et kirkeråd.